# David Pisonero Nieto
David Pisonero Nieto (geboren am 10. April 1973 in Valladolid) ist ein spanischer Handballtrainer, der zuvor als Handballspieler auf der Spielposition am Kreis eingesetzt war.

## Vereinskarriere
Pisonero war von 1990 bis 1995 für BM Valladolid, von 1995 bis 1997 für Cantabria Santander, von 1997 bis 1998 für Ademar León und anschließend von 1998 bis 2003 erneut für BM Valladolid aktiv. Insgesamt absolvierte er zwölf Saisons als professioneller Handballspieler, bevor er im Jahr 2003 seine aktive Karriere beendete.
Zu seinen Erfolgen als Spieler zählen zwei Gewinne der Copa Asobal (1996/1997 mit Cantabria Santander und 2002/2003 mit BM Valladolid) sowie die Klubweltmeisterschaft 1997 mit Santander.

## Auswahlmannschaften
Er wurde im Jahr 1991 in drei Spielen der spanischen Jugendauswahl eingesetzt, dabei warf er ein Tor.
Im Jahr 1993 lief er in 13 Länderspielen für die Juniorennationalmannschaft Spaniens auf und erzielte darin insgesamt 24 Tore. Mit der Auswahl nahm er auch an der U-21-Weltmeisterschaft 1993 teil.

## Trainerlaufbahn
Im Jahr 2017 wurde er Trainer bei Atlético Valladolid. Im Juni 2019 verließ er den Verein aus Valladolid und übernahm das Traineramt beim nordmazedonischen Verein RK Vardar Skopje. Im Oktober 2019 wurde er von dem Verein aus Skopje als Trainer der ersten Mannschaft entlassen. Er kehrte im Januar 2020 zu Atlético Valladolid zurück. Ab September 2024 trainiert Pisonero zusätzlich die israelische Männer-Nationalmannschaft.

## Privates
David Pisonero ist der Vater von Alejandro Pisonero, der ebenfalls Handball spielt.